# 후타미 히로시
후타미 히로시(일본어: 二見 宏志, 1992년 3월 20일 ~ )는 일본의 축구 선수이다.

## 구단 경력
그는 2013년부터 2024년까지 J리그의 베갈타 센다이, 시미즈 에스펄스, V-파렌 나가사키, FC 이마바리에서 활동하였다.